# Chaoboridae
Chaoboridae su porodica u okviru reda dvokrilaca (lat. Diptera). Poznati su i kao fantomske mušice ili stakleni crvi.
U životnom ciklusu dominira stadijum larve. Larve su prisutne u slatkovodnim ekosistemima, gde se hrane sitnim organizmima kao što su larve komaraca, račić Daphnia, ili rotatorije. Odrasle jedinke, ukoliko jedu, se hrane nektarom.

## Opis
Larve su gotovo providne, ponekad blago žućkaste; najtamnije strukture na njihovom telu su vazdušne vrećice na grudnim ili trbušnim segmentima, koje se uočavaju u vidu crnih mrlja. Larve koriste vrećice sa vazduhom kako bi kontrolisale dubinu na kojoj se nalaze u vodenom stubu.
Odrasle jedinke su nežno građeni insekti koji veoma liče na insekte iz porodice . Veličina varira među vrstama. Mogu biti dugački između 2 mm i 10 mm.

## Rodovi
Navedenih 26 rodova pripada porodici Chaoboridae:
- -{Taimyborus Lukashevich, 1999 gv

Izvor informacija: i = ITIS,  = Katalog života, , 